# Danny Vargas Serrano

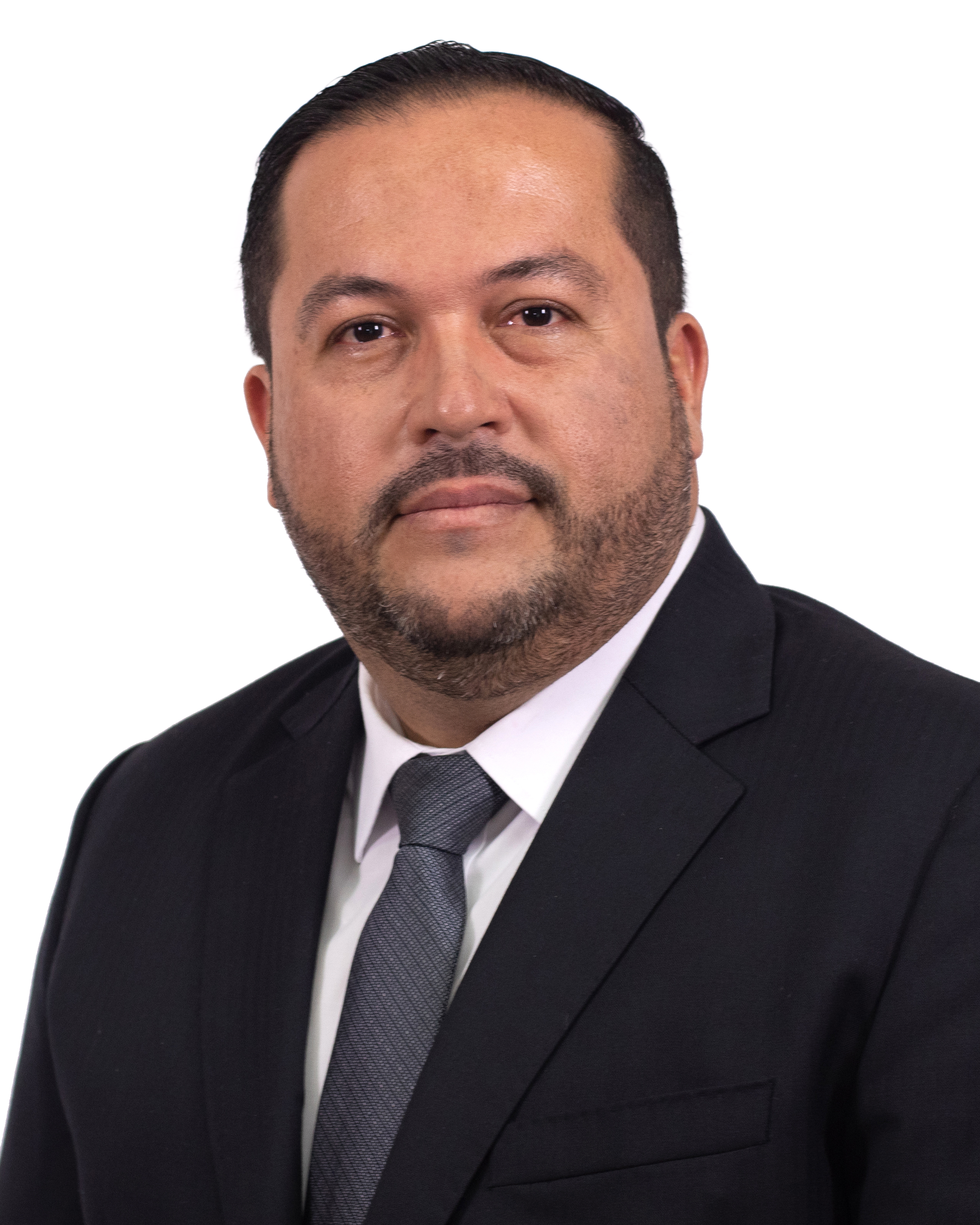
Danny Vargas Serrano (2022)

Danny Vargas Serrano (* 8. Juli 1979 im Kanton San José) ist ein costa-ricanischer Politiker des Partido Liberación Nacional (PLN), der unter anderem seit 2017 Mitglied der Legislativversammlung von Costa Rica ist.

## Leben
Danny Vargas Serrano begann nach dem Besuch der Escuela de Los Lagos de Heredia und des Colegio de Los Lagos de Heredia 1996 ein Studium der Rechtswissenschaften an der Universidad de San José und nahm nach dessen Abschluss 2001 eine Tätigkeit als Rechtsanwalt und Notar auf. Daneben war er Rechtsberater des Verbandes für Gemeindeentwicklung (Asociaciones de Desarrollo Comunal) des Kantons San José sowie von 2002 bis 2003 Rechtsberater der Verwaltungsabteilung der Justizbehörde. Nachdem er von 2006 bis 2007 eine Professur für Verfassungs- und Verwaltungsrecht an der Universidad Central innegehabt hatte, war er zwischen 2007 und 2014 im Katasteramt von San José für die Steuererhebung und die Entwicklung der Immobilienreform zuständig sowie zeitgleich in der Regulierungsbehörde Berater des Verwaltungsausschusses für Verfahrensvereinfachung sowie der Regulierungsplan-Reformkommission. Während dieser Zeit absolvierte er zudem ein postgraduales Studium der Fachrichtung Kommunalrecht und Kommunalverwaltung an der Universidad de Costa Rica (UCR), welches er 2011 mit einem Master (Maestría Administración y Derecho Municipal) abschloss.
Zu dieser Zeit engagierte sich Danny Vargas Serrano für die Partei der Nationalen Befreiung PLN (Partido Liberación Nacional) in der Kommunalpolitik und war zwischen 2013 und 2021 Mitglied der Versammlung des Kantons San José. Außerdem war er zwischen 2014 und 2015 Rechtsberater des Amtes für kommunale Inspektionen von San José zu Fragen des Stadtrechts, der Raumplanung und der Landnutzung sowie zwischen 2016 und 2022 Berater des Bürgermeisters von San José Johnny Araya Monge, Manager der Stadtmarke „SJO VIVE“ und externer Berater der Föderation der Gemeinden der Metropolregion FEMETROM (Federación Metropolitana de Municipalidades). 2018 absolvierte er ein weiteres postgraduales Studium der Fachrichtung Kommunalverwaltungen und öffentliche Politik an der Universität Kastilien-La Mancha.
Bei der Parlamentswahl am 4. Februar 2018 erstmals zum Mitglied der Legislativversammlung von Costa Rica (Asamblea Legislativa) gewählt und vertritt in dieser seither die Provinz San José. Daneben war er von 2019 bis 2021 Kampagnenmanager für den Bürgermeister von San José Johnny Araya Monge sowie zwischen 2021 und 2022 Präsident des Politischen Komitees des Kantons San José. In der Legislativversammlung ist er seit dem 30. April 2024 Vorsitzender des Ständigen Ausschusses für rechtliche Angelegenheiten, dessen Mitglied er vorher war. Des Weiteren ist er seit dem 30. April 2022 Sekretär des Ständigen Ausschusses für kommunale Angelegenheiten und partizipatorische lokale Entwicklung. Als Vorsitzender des Ständigen Ausschusses für rechtliche Angelegenheiten erklärte er im August 2024, dass er für die Wiederwahl von Luis Porfirio Sánchez stimmen würde, einem Richter an der Zweiten Kammer des Obersten Gerichtshofs.

## Veröffentlichung
- Son los gobiernos locales los llamados a ser buenos gestores de su territorio, Fundación Digital UCLM 2018